# Sybaguasu titingum
Sybaguasu titingum är en skalbaggsart som beskrevs av Martins och Maria Helena M. Galileo 1991. Sybaguasu titingum ingår i släktet Sybaguasu och familjen långhorningar. Inga underarter finns listade i Catalogue of Life.